# Rossovo odvisno ozemlje
Rossovo odvisno ozemlje (angleško Ross Dependency) zajema del Antarktike in drugih ozemelj v Južnem oceanu, ki jih v posest zahteva Nova Zelandija. Določa jo področje, ki se začne na Južnem tečaju, njegova meja pa poteka po 160. vzhodnem in 150. zahodnem poldnevniku ter po 60. južnem vzporedniku. Ime je dobila po siru Jamesu Clarku Rossu, odkritelju Rossovega morja.
Leta 1923 je območje zavzela britanska vlada in ga zaupala v upravljanje Novi Zelandiji. Tega lastništva ne priznavata Rusija ter ZDA in, kot druge ozemeljske zahteve na Antarktiki, prek Antarktične pogodbe ostaja nerešeno.
Guverner Rossovega odvisnega ozemlja je obenem generalni guverner Nove Zelandije. Letno so določeni uradniki, ki bodo upravljali z ozemljem.
Rossovo odvisno ozemlje vključuje del Viktorijine dežele in večino Rossove ledene police. Znanstveni postaji Scott (Nova Zelandija) in McMurdo (ZDA) sta, če ne štejemo tečajne postaje Amundsen-Scott, edini stalni naselbini na njenem območju. Snežna vzletno-pristajalna steza (Williams Field) in dve ledeni stezi (njihova prisotnost je odvisna od razmer in letnega časa) omogočata pristajanje letal s kolesi in smučmi prek celega leta.
Prav tako zajema Rossov otok in Rooseveltov otok, Otočje Balleny in majhen Scottov otok. Od leta 1969 do 1995 je Nova Zelandija v Suhi dolini (Dry Valley) vzdrževala postajo Vanda.
Od leta 1987 do 1992 je na območju Rossovega odvisnega ozemlja svojo postajo, imenovano World Park Base, vzdrževala tudi organizacija Greenpeace. Ker je bila nevladnega značaja, je podpisnicam Antarktične pogodbe ni bilo treba podpirati.

## Poštne znamke
Odvisno ozemlje se je sprva imenovalo Dežela kralja Edvarda VII. To ime je še vedno v uporabi za območje okrog rta Colbeck proti zahodu ledene police. S tem imenom je novozelandska pošta pretiskala 23.492 poštnih znamk, ki so služile Britanski antarktični odpravi leta 1908. Kot prvi poštni upravnik je prisegel vodja odprave Ernest Shackleton. Kasneje je pošta na znamkah uporabljala ime Rossova odvisnost.